# Монфор-сюр-Мё (кантон)
Монфор-сюр-Мё (фр. Montfort-sur-Meu) — кантон во Франции, находится в регионе Бретань, департамент Иль и Вилен. Входит в состав округа Ренн.

## История
До 2015 года в состав кантона входили коммуны Беде, Бретей, Иффандик, Кле, Ла-Нуэ, Ла-Шапель-Туаро, Ле-Верже, Монфор-сюр-Мё, Плёмелёк, Сен-Гонле и Талансак.
В результате реформы 2015 года состав кантона был изменен.

## Состав кантона с 22 марта 2015 года
В состав кантона входят коммуны (население по данным Национального института статистики за 2018 г.):
- Беде (4 363 чел.)
- Бретей (3 620 чел.)
- Иффандик (4 528 чел.)
- Ла-Нуэ (353 чел.)
- Максан (1 464 чел.)
- Монтерфиль (1 329 чел.)
- Монфор-сюр-Мё (6 691 чел.)
- Пемпон (1 755 чел.)
- Плелан-ле-Гран (3 986 чел.)
- Плёмелёк (3 418 чел.)
- Сен-Гонле (365 чел.)
- Сен-Перан (414 чел.)
- Сен-Тюрьяль (2 099 чел.)
- Талансак (2 492 чел.)
- Трефандель (1 279 чел.)

## Политика
На президентских выборах 2022 г. жители кантона отдали в 1-м туре Эмманюэлю Макрону 34,1 % голосов против 21,6 % у Жана-Люка Меланшона и 19,0 % у Марин Ле Пен; во 2-м туре в кантоне победил Макрон, получивший 67,5 % голосов. (2017 год. 1 тур: Эмманюэль Макрон – 28,5 %, Жан-Люк Меланшон – 21,0 %, Франсуа Фийон – 16,3 %, Марин Ле Пен – 16,1 %; 2 тур: Макрон – 74,6 %. 2012 год. 1 тур: Франсуа Олланд — 31,7 %, Николя Саркози — 24,0 %, Марин Ле Пен — 14,1 %; 2 тур: Олланд — 56,9 %).
С 2015 года кантон в Совете департамента Иль и Вилен представляют бывший мэр коммуны Трефандель Анн-Франсуаза Куртей (Anne-Françoise Courteille) (Социалистическая партия) и мэр коммуны Иффандик Кристоф Мартен (Christophe Martins) (Радикальная левая партия).
|                | Кандидаты                           | Партия                   | Первый тур | Первый тур     | Второй тур | Второй тур |
| Кол-во голосов | Кандидаты                           | Партия                   | % голосов  | Кол-во голосов | % голосов  |            |
| -------------- | ----------------------------------- | ------------------------ | ---------- | -------------- | ---------- | ---------- |
|                | Анн-Франсуаза Куртей Кристоф Мартен | Левый блок               | 5 905      | 60,31          | 6 687      | 72,39      |
|                | Ронан Сойер Кристин Фоки            | Европа Экология Зелёные  | 2 304      | 23,53          | 2 550      | 27,61      |
|                | Себастьен Анге Франсуаза Пуссен     | Национальное объединение | 1 582      | 16,16          |            |            |

|                | Кандидаты                           | Партия             | Первый тур | Первый тур     | Второй тур | Второй тур |
| Кол-во голосов | Кандидаты                           | Партия             | % голосов  | Кол-во голосов | % голосов  |            |
| -------------- | ----------------------------------- | ------------------ | ---------- | -------------- | ---------- | ---------- |
|                | Анн-Франсуаза Куртей Кристоф Мартен | Левый блок         | 5 879      | 44,46          | 9 344      | 73,21      |
|                | Фредерика Порше Ксавье Родье        | Национальный фронт | 2 779      | 21,01          | 3 420      | 26,79      |
|                | Фабьян Бондон Бернар Вес            | Правый блок        | 2 682      | 20,28          |            |            |
|                | Луи Бертело Сара Ле Гоф             | Прочие             | 1 884      | 14,25          |            |            |